# Дебен, Александр Франсуа
Александр Франсуа Дебе́н (фр. Alexandre-François Debain; 6 июля 1809, Париж, — 3 декабря 1877, там же) — французский мастер по изготовлению музыкальных инструментов, внёсший в начале 1840-х годов, наряду с другими музыкальными мастерами, значительный вклад в создании завершённого вида фисгармонии.

## Биография
Александр Франсуа Дебен родился 6 июля 1809 года в городе Париже, где и получил образование. В 1830—1834 годах работал в Англии, демонстрируя различные изобретённые или усовершенствованные им музыкальные механизмы. Затем вернулся в Париж, где первоначально был занят в производстве фортепиано.
Кроме того, он изобрел гармоникорд — клавишный инструмент, в котором он соединил гармониум с фортепиано.
Александр Франсуа Дебен умер 3 декабря 1877 года в родном городе.